# Gonomyia burgessi
Gonomyia burgessi là một loài ruồi trong họ Limoniidae. Chúng phân bố ở miền Tân bắc.